# إدوين تشوتا
إدوين تشوتا (بالإنجليزية: Edwin Chota) كان ناشطًا بيئيًا من بيرو، عُرف بدفاعه عن حقوق السكان الأصليين ومناهضته لقطع الأشجار غير القانوني في غابات الأمازون المطيرة. وقد اغتيل في عام 2014 على يد عصابات قطع الأشجار.

## نشاطه ومقاومته
كان تشوتا زعيمًا لمجتمع السكان الأصليين في أشانيكا بمنطقة أوتكوبامبا، إحدى القرى الواقعة في منطقة أوكايالي شمال بيرو. وقد قاد حملة طويلة للدفاع عن حقوق مجتمعه في الأرض، في مواجهة عمليات قطع الأشجار غير القانونية التي كانت تهدد البيئة وسبل العيش المحلية. سعى تشوتا مرارًا للحصول على سندات ملكية رسمية لأراضي السكان الأصليين، دون جدوى، رغم مناشداته للحكومة البيروفية.
عمل تشوتا على فضح العصابات غير القانونية التي كانت تقتحم الأراضي القبلية لقطع الأخشاب وبيعها، وغالبًا ما كان يتلقى تهديدات بالقتل بسبب نشاطه. وعلى الرغم من المخاطر، ظل يدعو إلى حماية غابات الأمازون وحقوق المجتمعات الأصلية.

## اغتياله
في سبتمبر 2014، قُتل تشوتا مع ثلاثة من زملائه النشطاء أثناء سفرهم بالقارب إلى اجتماع مجتمعي. وقد نُفذ الاغتيال على يد أفراد يُعتقد أنهم من عصابات تهريب الأخشاب. أثارت الحادثة غضبًا دوليًا، وسلطت الضوء على ضعف حماية المدافعين عن البيئة وحقوق الشعوب الأصلية في أمريكا اللاتينية.

## الإرث والتأثير
بعد مقتله، أصبح تشوتا رمزًا عالميًا للنضال من أجل العدالة البيئية وحقوق الشعوب الأصلية. ألهمت قصته حملات دولية تطالب بحماية المدافعين عن البيئة وتحقيق العدالة في جرائم قتلهم. كما أسهمت وفاته في تجديد الدعوات لمنح المجتمعات الأصلية سندات ملكية رسمية لأراضيهم، وفرض مزيد من الرقابة على تجارة الأخشاب غير القانونية في بيرو.